# Nowopokrowka (obwód tambowski)
Nowopokrowka (ros. Новопокровка) – osiedle typu miejskiego w Rosji, w obwodzie tambowskim, w rejonie mordowskim. W 2010 liczyło 2047 mieszkańców.